# II. třída okresu Příbram 2003/2004
V soubojích fotbalové II. třídy okresu Příbram 2003/2004, jedné ze skupin 8. nejvyšší fotbalové soutěže, se utkalo 14 týmů dvoukolovým systémem podzim – jaro. Tento ročník skončil v červnu 2004. Postup do I. B třídy Středočeského kraje 2004/2005 si zajistil vítězný tým MFK Dobříš „B“, do III. třídy okresu Příbram 2004/2005 sestoupily poslední dva týmy TJ Sokol Dublovice a  TJ Vltavan Borotice.

## Výsledná tabulka
| Poř. | Tým                     | Z  | V  | R  | P  | VG | OG | B  |
| ---- | ----------------------- | -- | -- | -- | -- | -- | -- | -- |
| 1.   | MFK Dobříš „B“          | 26 | 18 | 3  | 5  | 59 | 25 | 57 |
| 2.   | SK Spartak Příbram „B“  | 26 | 17 | 5  | 4  | 53 | 22 | 56 |
| 3.   | TJ Sokol Nečín          | 26 | 14 | 7  | 5  | 63 | 33 | 49 |
| 4.   | FC Višňová              | 26 | 11 | 8  | 7  | 48 | 35 | 41 |
| 5.   | SK Březnice 1918        | 26 | 11 | 7  | 8  | 53 | 35 | 40 |
| 6.   | SK Tochovice            | 26 | 10 | 10 | 6  | 55 | 42 | 40 |
| 7.   | Kovohutě Příbram        | 26 | 11 | 3  | 12 | 47 | 48 | 36 |
| 8.   | TJ Krásná Hora          | 26 | 8  | 8  | 10 | 46 | 47 | 32 |
| 9.   | TJ Zduchovice           | 26 | 8  | 7  | 11 | 45 | 57 | 31 |
| 10.  | TJ Sokol Daleké Dušníky | 26 | 8  | 6  | 12 | 45 | 53 | 30 |
| 11.  | Sokol Podlesí           | 26 | 9  | 3  | 14 | 45 | 57 | 30 |
| 12.  | TJ Sokol Dolní Hbity    | 26 | 6  | 10 | 10 | 30 | 44 | 28 |
| 13.  | TJ Sokol Dublovice      | 26 | 7  | 6  | 13 | 42 | 51 | 27 |
| 14.  | TJ Vltavan Borotice     | 26 | 1  | 3  | 22 | 16 | 98 | 6  |

Poznámky:
- Z = Odehrané zápasy; V = Vítězství; R = Remízy; P = Prohry; VG = Vstřelené góly; OG = Obdržené góly; B = Body; (S) = Mužstvo sestoupivší z vyšší soutěže; (N) = Mužstvo postoupivší z nižší soutěže (nováček)

|  | Postup do I. B třídy Středočeského kraje 2004/2005 |
|  | Sestup do III. třídy okresu Příbram 2004/2005      |